# Télégramme (film, 1971)
Pour plus de détails, voir Fiche technique et Distribution.
Telegramma (Телеграмма) est un film soviétique réalisé par Rolan Bykov, sorti en 1971,.

## Fiche technique
- Photographie : Anatoli Mukaseï
- Musique : Mikhail Meierovitch
- Décors : Alexandre Kouznetsov, M. Filippova
- Montage : Lioudmila Elian